# ألان كاربنتر
ألان كاربنتر (بالإنجليزية: Allan Carpenter)‏ هو كاتب أمريكي، ولد في 11 مايو 1917 في واترلو في الولايات المتحدة، وتوفي في 11 مايو 2002 في شيكاغو في الولايات المتحدة.